# Le Bonheur des Dupré
 (janvier 2012).
Si vous disposez d'ouvrages ou d'articles de référence ou si vous connaissez des sites web de qualité traitant du thème abordé ici, merci de compléter l'article en donnant les références utiles à sa vérifiabilité et en les liant à la section « Notes et références ».
Pour les articles homonymes, voir Dupré.
Le Bonheur des Dupré est un téléfilm français réalisé par Bruno Chiche en 2011, diffusé le 15 janvier 2012 en Belgique sur la Une et le 17 septembre 2012 en France sur TF1.

## Résumé
Nathalie et Bruno, un couple de quinquas, mènent une vie bourgeoise à Lille. Il est psychologue d'entreprise, elle est femme au foyer. Alors que leur fille Prune s'apprête à se marier, le père décide d'annoncer qu'il quitte sa femme.

## Fiche technique
- Réalisateur : Bruno Chiche
- Scénario : Michel Delgado, Marie-Anne Chazel et Karine de Demo
- Photographie : Gérard Simon

## Distribution
- Marie-Anne Chazel : Nat
- Bernard Le Coq : Bruno
- Delphine Théodore : Prune
- Sophie Mounicot : Gladys
- Saïda Jawad : Radija
- Éric Naggar : Patrice
- Ben : Ambroise
- Lionel Cecilio : Martin Da Silva
- Roger Dumas : Papily
- Christian Van Tomme : le dentiste